# Археолошко налазиште Лугови
Археолошки локaлитет Лугови у Жупањцу лежи јужно од села са десне стране Ибарске магистрале, идући од Београда према Љигу, и захвата већу површину.

## Опис
На основу постојећих података у литератури и површинских археолошких налаза, изведена су 1982. године сондажна археолошка истраживања мањег обима, која су била концентрисана на југоисточни део локалитета. На основу ових ископавања констатовано је да се ради о већем комплексу за прераду руде, као и о остацима двају објеката од којих је један био резиденцијални део комплекса. Локалитет је од великог значаја за изучавање, првенствено развоја металургије античког периода на овим просторима, а са друге стране, економских и политичких збивања у време антике на овом подручју. На основу архитектонске анализе откривених остатака објеката, као и покретног археолошког материјала, локалитет Лугови може се датовати у време које обухвата крај III и почетак IV века.